# Дослідницький університет
Дослідницький університет — статус, який існував в Україні у 2009—2014 роках та надавався національним вищим навчальним закладам, які мали вагомі наукові здобутки, провадили дослідницьку та інноваційну діяльність, забезпечували інтеграцію освіти та науки з виробництвом, брали участь у реалізації міжнародних проектів і програм з метою підвищення ролі університету як центру освіти і науки, підготовки висококваліфікованих наукових і науково-педагогічних кадрів, упровадження в практику наукових досягнень, технічних і технологічних розробок, реалізації разом з іншими вищими навчальними закладами та науковими установами спільних програм за пріоритетними напрямами фундаментальних і прикладних наукових досліджень для розв'язання важливих соціально-економічних завдань у різних галузях економіки.

## Надання, підтвердження та позбавлення статусу
Для надання університету, підтвердження або позбавлення статусу дослідницького МОН повинне було утворити комісію з числа власних працівників, працівників інших центральних органів виконавчої влади, що мали у підпорядкуванні національні університети, Національної та галузевих академій наук, ВАК, відповідних громадських організацій (за згодою). Надання статусу дослідницького університету та позбавлення університету статусу дослідницького здійснювалось Кабінетом Міністрів України за поданням МОН у разі відповідності та невідповідності відповідно університету критеріям діяльності. Університет протягом шести місяців від дня надання йому статусу дослідницького мав розробити на підставі затверджених МОН загальних вимог програму розвитку дослідницького університету, яку повинна була затвердити комісія. Щороку університет мав подати до МОН звіт про стан виконання цих програм. Строк, на який університету надавався статус дослідницького, становив п'ять років. Підтвердження статусу дослідницького університету мало здійснюватися Кабінетом Міністрів України кожні п'ять років за поданням МОН на підставі висновків комісії.

## Критерії діяльності університету
Критеріями діяльності університету, за якими надавався та підтверджувався статус дослідницького у 2010—2014 роках, були:
1. Отримання не менш як двох премій міжнародного та національного рівня за останні десять років (за списком МОН);
2. Захист не менш як 300 кандидатських дисертацій за останні п'ять років;
3. Захист не менш як 50 докторських дисертацій за останні п'ять років;
4. Видання не менш як 200 наукових монографій та підручників з грифом МОН за останні п'ять років;
5. Наявність не менш як 150 штатних докторів наук у середньому за останні п'ять років;
6. Наявність не менш як 500 штатних кандидатів наук у середньому за останні п'ять років;
7. Отримання не менш як 50 патентів і ліцензій за останні п'ять років;
8. Наявність не менш як одного наукового об'єкта, що становить національне надбання;
9. Наявність не менш як 20 міжвідомчих (галузевих) наукових структурних підрозділів;
10. Функціонування не менш як одного науково-навчального центру університету;
11. Функціонування не менш як одного центру колективного користування наукоємним обладнанням;
12. Наявність не менш як 300 штатних наукових працівників університету;
13. Опублікування у середньому протягом року не менш як 150 статей у фахових виданнях, що входять до міжнародних наукометричних баз даних (Web of Science, SCOPUS), за останні п'ять років;
14. Здійснення підготовки кандидатів і докторів наук не менш як за 70 науковими спеціальностями;
15. Здійснення підготовки не менш як 500 аспірантів та докторантів;
16. Наявність не менш як одного видавництва;
17. Функціонування не менш як 15 спеціалізованих рад із захисту кандидатських і докторських дисертацій;
18. Створення книжкового фонду наукової бібліотеки в обсязі не менш як 1 млн примірників;
19. Функціонування не менш як одного інтернет-центру;
20. Облаштування не менш як одного комп'ютерного навчального місця для трьох студентів денної форми навчання;
21. Наявність не менш як десяти видань, що входять до переліку фахових видань, затвердженого Вищою атестаційною комісією, у тому числі не менш як одного фахового наукового журналу;
22. Функціонування не менш як 20 загальноосвітніх навчальних закладів, що входять до навчально-наукових комплексів університету;
23. Проведення на базі університету не менш як десяти міжнародних, всеукраїнських та регіональних студентських олімпіад і конкурсів студентських наукових робіт протягом року;
24. Проведення на базі університету не менш як десяти міжнародних, всеукраїнських та регіональних студентських науково-практичних конференцій протягом року;
25. Проходження стажування у вітчизняних та зарубіжних університетах і наукових центрах не менш як 50 студентами, аспірантами і молодими вченими протягом року;
26. Отримання молодими вченими не менш як п'яти державних премій, премій та ґрантів Президента України, премій Кабінету Міністрів України, премій Національної та галузевих академій наук України за останні п'ять років;
27. Навчання не менш як 50 іноземних громадян за освітньо-кваліфікаційним рівнем магістра та в аспірантурі;
28. Участь не менш як в одній міжнародній або європейській асоціації університетів чи участь у Великій хартії університетів;
29. Функціонування не менш як одного технопарку, наукового парку;
30. Отримання протягом року бюджетних призначень у розмірі не менш як 20 млн гривень для проведення університетом та його структурними підрозділами науково-дослідних робіт;
31. Отримання протягом року бюджетних призначень спеціального фонду державного бюджету в розмірі, що становить не менш як 50 відсотків обсягу бюджетних призначень, передбачених у загальному фонді для проведення науково-дослідних робіт.

## Завдання
Основними завданнями дослідницького університету в навчальній діяльності були:
- розроблення та впровадження в навчальний процес новітніх інформаційних технологій і засобів навчання з метою підготовки фахівців з питань інноваційного розвитку;
- реалізація інноваційних програм підготовки наукових і науково-педагогічних кадрів для університетів, наукових установ, наукоємних виробництв;
- створення умов для обміну студентами, аспірантами, докторантами, науковими і науково-педагогічними працівниками;
- забезпечення участі студентів у здійсненні наукових і науково-технічних досліджень та впровадженні в практику результатів досліджень як необхідної складової навчального процесу;
- підвищення кваліфікації працівників підприємств, установ та організацій, які впроваджують у практику результати прикладних наукових досліджень університету.

Основними завданнями дослідницького університету в науковій і інноваційній діяльності були:
- здійснення разом з Національною та галузевими академіями наук фундаментальних і прикладних наукових досліджень за визначеними пріоритетними напрямами наукової, науково-технічної та інноваційної діяльності;
- реалізація інноваційних проектів розроблення, впровадження та виробництва нової високотехнологічної продукції;
- інтеграція освіти та науки з виробництвом шляхом створення навчально-науково-виробничих об'єднань, базових кафедр, лабораторій разом з інститутами Національної та галузевих академій наук і підприємствами, установами та організаціями;
- випуск та реалізація експериментальних зразків нової техніки, технологій та малосерійної наукоємної продукції;
- забезпечення охорони об'єктів права інтелектуальної власності, зокрема інноваційних розробок університету.

Основними завданнями дослідницького університету в міжнародній діяльності були:
- участь у реалізації міжнародних проектів і програм, у науково-практичних конференціях, семінарах та виставках;
- створення спільних з іноземними партнерами наукових центрів, інститутів, інших об'єднань для виконання освітніх і науково-дослідницьких програм з видачею студентам, аспірантам та докторантам відповідних документів про освіту.

## Права
Дослідницький університет мав право:
- визначати тематику та проводити за рахунок власних коштів фундаментальні та прикладні наукові дослідження за новими науковими і технічними напрямами;
- розробляти наукові, науково-технічні, соціально-економічні прогнози розвитку галузей економіки за найважливішими напрямами;
- здійснювати за рахунок бюджетних і власних коштів трансфер технологій, розроблених університетом;
- використовувати кошти, отримані в результаті здійснення трансферу технологій, для розвитку власних наукових досліджень, модернізації наукової матеріально-технічної бази, заохочення наукових і науково-педагогічних працівників університету;
- випускати та реалізувати, в тому числі за кордоном, власну наукоємну продукцію, отриману за результатами наукових і науково-технічних досліджень;
- здійснювати за рахунок коштів державного бюджету і власних коштів капітальне будівництво, реконструкцію та облаштування баз практики, які належать університету, створювати машини, устатковання, матеріали, прилади;
- установлювати у передбаченому законодавством порядку нормативи співвідношення чисельності студентів, аспірантів і докторантів та науково-педагогічних працівників університету;
- установлювати нормативи забезпечення структурних підрозділів університету матеріальними цінностями та ресурсами;
- підвищувати в межах бюджетного фінансування розмір оплати праці наукових і науково-педагогічних працівників університету шляхом встановлення подвійних посадових окладів і ставок заробітної плати, у тому числі погодинної;
- зберігати статус неприбуткової установи;
- визнавати дипломи про здобуту в зарубіжних університетах кваліфікацію магістра, доктора філософії, доктора наук та вчені звання доцента, професора для призначення на посаду наукового чи науково-педагогічного працівника в установленому законом порядку;
- направляти щороку наукових і науково-педагогічних працівників для стажування, а студентів, аспірантів і докторантів — для навчання до зарубіжних університетів і навчально-наукових центрів в установленому законом порядку у визначеній для університету кількості в межах бюджетних коштів, передбачених на зазначену мету.

## Українські виші зі статусом дослідницького
Статус самоврядних (автономних) дослідницьких національних вишів у Україні було надано:
- Київському національному університету ім. Т. Г. Шевченка 29 липня 2009 року[3];
- Національній юридичній академії України ім. Ярослава Мудрого 29 липня 2009 року[4];
- Львівському національному університету ім. І. Я. Франка 29 липня 2009 року[5];
- Національному університету «Острозька академія» 29 липня 2009 року[6];
- Національному університету «Києво-Могилянська академія» 29 липня 2009 року[7];
- Національному гірничому університету України 23 вересня 2009 року[8];
- Національному університету біоресурсів і природокористування України 3 лютого 2010 року[9];
- Національному технічному університету «Харківський політехнічний інститут» 3 лютого 2010 року[9];
- Київському національному економічному університету ім. В. П. Гетьмана 3 лютого 2010 року[9];
- Національному авіаційному університету 3 лютого 2010 року[9];
- Східноукраїнський національний університет імені Володимира Даля 24 березня 2010[10].

## Особливості самоврядних (автономних) дослідницьких національних вишів
Разом із наданням протягом 2009—2010 рр. Кабінетом Міністрів України вищим навчальним закладам статусу самоврядного (автономного) дослідницького уряд постановляв:
- Міністерству освіти і науки, Міністерству фінансів, Міністерству праці та соціальної політики вирішити питання щодо підвищення протягом 2011—2012 років у два рази оплати праці наукових, педагогічних та науково-педагогічних працівників самоврядних (автономних) дослідницьких національних вишів шляхом встановлення подвійних посадових окладів і ставок заробітної плати, у тому числі погодинної;
- Міністерству освіти і науки, Міністерству фінансів передбачати починаючи з 2011 року під час складання проекту Державного бюджету України кошти для організації стажування наукових і науково-педагогічних працівників, аспірантів, докторантів та навчання студентів самоврядних (автономних) дослідницьких національних вишів у провідних вітчизняних та зарубіжних університетах, а також для розвитку матеріально технічної бази, створення науково-навчальних центрів, забезпечення вишів обладнанням та новітніми засобами навчання;
- підтримати пропозицію Міністерства освіти і науки щодо надання самоврядним (автономним) дослідницьким національним вишам права поетапно починаючи з 2011 року самостійно встановлювати нормативи співвідношення чисельності студентів у розрахунку на одну штатну посаду науково-педагогічного працівника, але не менш як 5 до 1;
- Міністерству освіти і науки, Вищій атестаційній комісії та Міністерству юстиції подати Кабінету Міністрів України у тримісячний строк проекти актів законодавства щодо надання самоврядним (автономним) дослідницьким національним вишам права приймати остаточне рішення про присвоєння вчених звань та присудження наукових ступенів з видачею атестатів і дипломів державного зразка;
- вирішити інші питання вишів (земельні, майнові тощо).

## Сучасне становище дослідницьких університетів України
Усі нормативно-правові акти Кабінету Міністрів України щодо діяльності дослідницьких університетів втратили чинність на підставі Постанови КМ № 597 від 05.11.2014.
Незадовільний рівень роботи щодо утворення дослідницьких університетів в Україні продемонструвало дослідження 2013 року, проведено в рамках Шанхайського університетського рейтингу спеціально створеним Центром університетів світового класу (англ. Center for World-Class Universities, SWCU), в якому на основі узагальнення даних 1200 дослідницьких університетів було створено рейтинг дослідницьких університетів англ. Global Research University Profiles (GRUP), в який було включено лише Харківський національний університет імені В. Н. Каразина (єдиний з українських університетів). [Архівовано 31 липня 2015 у Wayback Machine.]